# Saison 9 de New York, police judiciaire
Chronologie
Saison 8 Saison 10
La neuvième saison de New York, police judiciaire, série télévisée américaine, est constituée de vingt-quatre épisodes, diffusée du 23 septembre 1998 au 26 mai 1999 sur NBC.

## Synopsis
Après la démission de Jamie Ross, Abbie Carmichael fait ses débuts au parquet. Ancienne du bureau des stupéfiants, elle connaît bien la mafia et les trafiquants de drogue auxquels Briscoe et Curtis se confrontent au quotidien, même si elle sous-estime parfois les menaces de la pègre.

## Distribution

### Acteurs principaux
- Jerry Orbach (VF : Daniel Gall) : Détective Lennie Briscoe
- Benjamin Bratt (VF : Maurice Decoster) : Détective Reynaldo Curtis
- S. Epatha Merkerson (VF : Emilie Benoît) : Lieutenant Anita Van Buren
- Sam Waterston (VF : Michel Paulin) : Premier substitut du procureur Jack McCoy
- Angie Harmon (VF : Juliette Degenne) : Substitut du procureur Abbie Carmichael
- Steven Hill (VF : Raoul Delfosse) : Procureur Adam Schiff

### Acteurs récurrents
- Carolyn McCormick (en) (VF : Claire Conty) : Dr. Elizabeth "Liz" Olivet (1 épisode)
- J. K. Simmons (VF : Mathieu Rivollier) : Dr. Emil Skoda (8 épisodes)
- Leslie Hendrix (en) (VF : Maïté Monceau) : Dr. Elizabeth Rodgers (10 épisodes)
- Larry Clarke : Détective Morris LaMotte (10 épisodes)

### Invités
- John Ventimiglia (VF : Charles Borg) : Officier Frank Dietrich (épisode 2)
- C.S. Lee : Kenny Chen (épisode 2)
- Lisa Eichhorn : Arlene Galvins (épisode 6)
- Matt Keeslar : Dennis Pollock (épisode 7)
- Cara Buono : Alice Simonelli (épisode 8)
- Bellamy Young (VF : Sophie Arthuys) : Stephanie Harker (épisode 9)
- John Doman : Mr. Stevens (épisode 9)
- Brian Geraghty : Philip Ludowick (épisode 10)
- Frances Conroy : Sœur Rosa Halasy (épisode 15)
- Leighton Meester : Alyssa Turner (épisode 15)
- Julia Roberts (VF : Céline Monsarrat) : Katrina Ludlow (épisode 20)
- Sarah Rafferty : Jennifer Shaliga (épisode 21)
- Zoe Saldaña : Belinca (épisode 24)

## Liste des épisodes
1. Trafic d'enfants
2. Délit de faciès
3. Appât humain
4. Bactérie mortelle
5. Psychopathes
6. Une affaire délicate
7. Tout pour ma mère
8. Tout pour ma mère
9. Pour une vie meilleure
10. Incitation au meurtre
11. La Taupe
12. Le Havre
13. Chasseurs de primes
14. Querelle de clochers
15. Le Bras de Dieu
16. Négligences
17. La Loi du silence
18. Un secret bien gardé
19. Table rase
20. Une affaire de cœur
21. Le Crime en héritage
22. Le Poids d'une amitié
23. Mafia russe (1/2)
24. Mafia russe (2/2)

### Épisode 1:Trafic d'enfants
- États-Unis : 23 septembre 1998 sur NBC
- France : 16 novembre 2001 sur 13e rue

- Joe Grifasi : Avocat de la défense James Linde
- Jeanne Ruskin : Avocat des Connery
- Graham Winton : Mr. Waring
- Spencer Breslin : Nicholas Waring
- Lisa Bostnar : Elizabeth Waring
- Monique Fowler : Megan Connery
- Edward Conery : Edward Connery
- Victor Steinbach : Dr. Andre Kostov
- Tom Stechschulte : Juge de première instance Harold Rockwell
- Laurie Kennedy : Juge de première instance Bonnie Shields
- Mike Burstyn : Kevin Yates
- Amy Resnick : Dr. Maureen Atkins
- William Paulson : Samuel Holtz
- Glynis Bell : Dr. Elaine Spencer
- Deborah Cresswell : Martha Robertson
- Mark Rosenthal : Médecin légiste Charters
- Keely Eastley : Juge Lillian Barone
- Joe Jamrog : George Bigelow
- Katie C. Sparer : Martha Davies
- Dan Snook : Jim Sullivan
- Angela Pupello : Patricia Sullivan
- Teresa Yenque : Angela Cruz
- Gary Evans : Officier Blackledge
- Kevin Elden : Oscar Castellano
- Joseph Priestly : Président du jury

### Épisode 2:Délit de faciès
- États-Unis : 7 octobre 1998 sur NBC
- France : 16 novembre 2001 sur 13e rue

- John MacKay : Détective des affaires internes
- Michael McCormick : Avocat de Dietrick
- John Driver : Procureur adjoint des États-Unis Bob Gervits
- David Valcin : Officier Fratelli
- Russell G. Jones : Raymond 'Ray-Ray' Davis
- Joseph Ragno : Avocat de Fratelli
- Michael Hannon : Officier Gil Sawchuck
- Pamela Isaacs : Mme. Michaels
- Tom Mardirosian : Mr. Butler
- Mark Mineart : Officier Carlson
- John Fiore : Détective Tony Profaci
- Michael Cullen : Commandant en chef de l'arrondissement Dietz
- Marilyn Chris : Gayatri Devi
- Johnny Lee Davenport : Révérend Theodore Dempsey
- Stephanie Cannon : Claudia Sawchuck
- Marcia Haufrecht : Linda Coffey
- Larry Clarke : Détective Morris LaMotte
- Chuck Patterson : Cutty
- David Langston Smyrl : Artie Dickson
- Mark Kenneth Smaltz : Juge William Koehler
- Moira Driscoll : Assistante du médecin légiste Judy Summers
- Lee Cobb : Lieutenant Gilbert Rausch
- Mike Lisenco : Krutsky
- E.J. Carroll : Officier Fenwick
- Jane Cronin : Sylvia
- Chevi Colton : Dottie
- Ted Neustadt : Avocat de l'Association de bienfaisance de la police Quinn
- Keenan Shimizu : Technicien de la police scientifique Hsu
- Larry Green : Technicien en médecine légale Jackson
- Patrick Welsh : Mark
- Bob Cea : David
- Bart Tangredi : Technicien de la police scientifique
- Steve Coats : McAllister (non-crédité)

### Épisode 3:Appât humain
- États-Unis : 14 octobre 1998 sur NBC
- France : 23 novembre 2001 sur 13e rue

- José Zúñiga : Détective Mark Rivera
- Bill Moor : Bill Patton
- Allen Fitzpatrick : Mr. Golding
- Roberta Wallach : Michele Selig
- Victor Colicchio : Reggie Mathis
- Rafael Báez : Oscar Benvenidez
- Ross Bickell : Warren Stanton
- Victoria Clark : Détective
- Tom Guiry (en) : Kevin Stanton
- John Fiore : Détective Tony Profaci
- R. Emery Bright : Détective Leon Eggers
- Vince Pacimeo : Juge Venturelli
- Leslie Lachlan : Marcia Stanton
- Glenn Kessler : Raymond Taylor
- J.B. Smoove : Levon
- Jessica Cauffiel : Caissière
- Toni James : Juge de première instance Joan Veysey
- Sabra Jones : Tracy Teasdale
- John Jellison : Mr. Teasdale
- David Adkins : Dr. Lesser
- Jeremy Nagel : Eric Pope
- Sondra Gorney : Mme. Kessler
- Liz Larsen : Technicien de la police scientifique Jessica Reed
- Ted Arcidi : Propriétaire
- Bob Ader : Père
- Joseph Blair : Fils
- Wayne Maxwell : Clochard #1
- Neil Harris : Clochard #2
- Steve Axelrod : Détective Catalano
- Herbert Russell : Eddie DeSantis

### Épisode 4:Bactérie mortelle
- États-Unis : 21 octobre 1998 sur NBC
- France : 23 novembre 2001 sur 13e rue

- Dylan Baker : Aaron Downing
- Jack Gilpin : Avocat Axtell
- Marianne Hagan : Theresa Copeland
- Dennis Creaghan : Avocat de Downing
- John Berg : Dr. Zev Weiss
- John Ramsey : Juge Walter Schreiber
- J. Smith-Cameron : Paula Downing
- John Griesemer : Hyram Jenkins
- Karen Culp : Lindsay McManus
- Kent Cassella : Harkavy
- Penny Balfour : Roni
- David E. Dossey : Willie
- Sally Stewart : Angie Brenner
- Jim Gaffigan : George Rozakis
- David Zayas : Carlos
- Larry Sherman : Juge Colin Fraser
- J.P. Linton : Buckner
- Chris Lutkin : Agent Sykes
- Greg Northrop : Technicien en matières dangereuses
- Ariane Von Kamp : Avocat (non-crédité)
- Jeff Marchelletta : Technicien en matières dangereuses #2 (non-crédité)

### Épisode 5:Psychopathes
- États-Unis : 4 novembre 1998 sur NBC
- France : 30 novembre 2001 sur 13e rue

- Mark Blum : Avocat de la défense Frank Lazar
- Christina Haag : Kitty Lansing
- Barbara Andres : Anne O'Brien
- Alex Wipf : Mr. O'Brien
- Christopher Patrick Mullen : Matt Bergstrom
- Larry Clarke : Détective Morris LaMotte
- Clark Middleton : Ellis
- Tracy Sallows : Erica Davies
- Alexander Robert Scott : Michael Ashford
- Elizabeth Connors : Michelle Ashford
- Stevie Ray Dallimore : Roger Lansing
- Jordan Bayne : Melody Kane
- Alison Sheehy : Morgan Bryant
- David Alan Basche : Jack McKinney
- Lee Shepherd : Avocat de la défense Barry Kaufer
- Christopher Innvar : Gavin Lapeer
- John Leonard Thompson : Sam Franklin
- Jenifer Krater : Diane Bauer
- Valerie Leonard : Eileen Wimberly
- Issac Bright : Eddy Acosta
- Sal Petraccione : Ray Cardenas
- Jay Raphael : Jerry Warner
- Saidah Arrika Ekulona : Dr. Claire Metoyer
- Ayo Haynes : Natalie Antos
- Nadine Mozon : Assistante du légiste Janet Glynn
- Donna Villella : Technicien de la PTS Donna Richter
- Lin Tucci : Amy Cardenas
- Lee D'Angelo : Helen Kurtzman

### Épisode 6:Une affaire délicate
- États-Unis : 11 novembre 1998 sur NBC
- France : 30 novembre 2001 sur 13e rue

- David Garrison : Avocat de la défense Richard Billings
- Frank Wood : Dr. Rutland
- Brian O'Neill : Francis Curran
- Michael Mastro : Thomas Kravitz
- Barbara Walsh : Mme. Lasky
- Pippa Pearthree : Juge de première instance Esther Morrow
- Jean Louisa Kelly : Coral Galvin
- Jordan Lage : Dr. Harvey Purcell
- William Youmans : Byrne Chaikin
- Lewis Arlt : Gerald Grove
- William Prael : William O'Rourke
- Laura Moss : Maxanne Vollers
- Arthur Halpern : Harold Tucker
- Margot Ebling : Elizabeth Torelli
- Richard Muenz : Derek Sloan
- Daniel Pearce : Dr. Aaron Fine
- Ron Nakahara : Mr. Kim
- Stewart J. Zully : Tom Bublitz
- Joe Pacheco : Grimley
- Denise Wilbanks : Brenda
- Elizabeth Martin : Mme. Forester
- Bill Tatum : Michael Lasky
- J. Tucker Smith : Mr. Weston
- Betty Borczon : Mme. Weston
- Jason Pugatch : Technicien de la PTS Persky

### Épisode 7:Tout pour ma mère
- États-Unis : 18 novembre 1998 sur NBC
- France : 7 décembre 2001 sur 13e rue

- Laila Robins : Liann Crosby
- John Cunningham : Daniel Metzler
- Doris Belack : Juge de première instance Margaret Barry
- David Canary : Jeremy Orenstein
- Karen Ziemba : Détective Tarvis
- Penny Fuller : Mme. Joyce Pollock
- Larry Clarke : Lamotte
- Keith Charles : Bryce Wilkerson
- Gibby Brand : Al Kline
- Mike Cicchetti : Woolly Pierce
- Robin Paris : Pamela Marks
- Lucinda Clare : Linda Goodwell
- Ken LaRon : Winston Gilbert
- William Riker : Karal
- Yolande Bavan : Femme de ménage
- Frank Biancamano : Brian
- Nancy Johnston : Georgina
- Jim DeMarse : Walter
- Michael Preston : Président du jury
- Gerard Cordero : Sans-abris

### Épisode 8:Abus de pouvoir
- États-Unis : 25 novembre 1998 sur NBC
- France : 7 décembre 2001 sur 13e rue

- Tovah Feldshuh : Avocate de la défense Danielle Melnick
- Joseph Latimore : Ricky Crimmins
- James Colby : Agent correctionnel Atwood
- Jacinto Taras Riddick : Luis Pacheco
- Peter Van Wagner :Avocat de Pacheco
- Opal Alladin : Trina Fleming
- Bruce Katzman : Juge de première instance Allan Denham
- Karina Arroyave : Candy Pacheco
- James Georgiades : Hal Pinsky
- Socorro Santiago : Alma Cabrera
- Henry Strozier : Adjoint Tom North
- Victor Arnold : Nino Simonelli
- Rosemary Camas : Carla Simonelli
- Bill Kux : Dr. Bryan Deane
- Chris Beetem (en) : Mark Tyner
- Dion Graham : Smith
- Lynette DuPree : Juge d'accusation Joyce Randall
- Merle Louise : Amanda Bobbie
- Dwandra Nickole : Doris Clay
- Bobby Reed : Greffier
- Jessy Terrero : Shorty
- Chad Carstarphen : Kevin
- Antoine McLean : Zack
- Liam Craig : Technicien de la PTS

### Épisode 9:Pour une vie meilleure
- États-Unis : 9 décembre 1998 sur NBC
- France : 14 décembre 2001 sur 13e rue

- Glynnis O'Connor : Anne Paulsen
- Robert Harper : John St. John
- Tara Bast : Wendy Naughton
- David Mogentale : Gerard Petoskey
- Harvey Atkin : Juge Ronald Mannheim
- Larry Clarke : Détective Morris LaMotte
- Tom Ligon : Gillespie
- David Kener : Patrick Sinclair
- Anney Giobbe : Suzanne
- Rebecca Creskoff : Charlotte Wexman
- Mark Elliot Wilson : Frank Wexman
- Phillip Clark : Pete Barnett
- Jayson Ward Williams : Turner
- Jill Tracy : Cathy
- Donnell Rawlings : Etienne
- Ed Kershen : Krasky
- Stephen Hanan : Peterson
- Jason Kuschner : Henry Winston
- Leo Marks : Slattery
- French Napier : Barnes
- Dante Salerno : Jackson
- Nancy Nutter : Présidente du jury

### Épisode 10:Incitation au meurtre
- États-Unis : 6 janvier 1999 sur NBC
- France : 14 décembre 2001 sur 13e rue

- Michael Cumpsty : Tom Willis
- Jonathan Hogan : Mr. Latimer
- Lawrence Nathanson : Mr. Osborne
- Welker White (de) : Mr. Caldwell
- Joshua Harto : Peter Stymons
- Paul Dawson : Derek Harland
- Anna Belknap : Jessica Buehl
- Ted Kazanoff : Juge de première instance Daniel Scarletti
- Larry Clarke : Détective Morris LaMotte
- Anne O'Sullivan : Mme. Osborne
- Gretchen Krich : Mme. Harland
- Matte Osian : Raymond Stoller
- Greg Huge : Jimmy Parnell
- Brian Howe : Détective Harry Sorkin
- Jordan Reid : Lori Summers
- Tom Kemp : Sergent Frank Shepard
- Tom Bloom : Détective Boris Tasche
- Mick Weber : Détective Larry Price
- Sarah Burke : Juge Isabella Hutchins
- David Toney : Fred Zarkin
- Rony Clanton : Robbie Ward
- Paul DeBoy : Lionel Morrison
- Jamie Torcellini : Sam O'Dell
- Rosa Arredondo : Cecilia
- Felix Solis : Tino
- William Parry : Mr. Stymons
- Neva Small : Mme. Stymons
- Randy Frazier : Victor
- Paul Albe : Président du jury
- Desmond Curran : Homme armé

### Épisode 11:La Taupe
- États-Unis : 13 janvier 1999 sur NBC
- France : 21 décembre 2001 sur 13e rue

- Michael Higgins : Darryl Grady
- Roy Thinnes : Mr. Kushner
- Luke Reilly : Darryl Grady Jr.
- Robert Hogan : Capitaine Walder
- Mark Zeisler : Dr. Seth Bernstein
- Cynthia Hayden : Miss Latham
- Charlotte Colavin : Juge Lisa Pongracic
- Patricia Hodges : Diana Wells-Harrison
- Helen Stenborg : Christine Aimsley
- Fred Burrell : Ross McMillan
- Saundra McClain : Tracy Howard
- Dan Ziskie : Capitaine Gene Sayres
- Mike Hodge (en) : Jeff Young
- Cordis Heard : Mandy Lewis
- Geoffrey Wade : Peter Hammermesh
- Al DeChristo : Clark Paley
- Angela Bullock : Delores Powell
- Tim Ahern : Kenneth Stratton
- Daryl Edwards : Allan Taylor
- Herb Lovelle : Sam Wilton
- Maggie Maes : Nancy Packard
- Rick Warner : Sergent Michael Lucas
- John Quinn : Sal Lange
- Patrick McDade : Détective William Nolan
- Liam Mitchell : James Pinewald
- Miles Marek : Roger Aimsley
- Felicia Wilson : Felicia Johnson
- John Eddins : Spencer Johnson
- John Roney : Steve Aks
- Kevin Brodley : Dan Pellicioni

### Épisode 12:Le Havre
- États-Unis : 10 février 1999 sur NBC
- France : 21 décembre 2001 sur 13e rue

- Avery Kidd Waddell : Jérome Warren
- Curtis McClarin : Charles Perry
- Ron Foster : Conseiller Clayton
- Ruben Santiago-Hudson : Attorney Winters
- Ed Wheeler : Révérend Jared Young
- Donald Grody : Judge David Wilcox
- Sean Cullen : Professor Davis Mills
- Adriane Lenox : Myra Warren
- William Bogert : Professor Arlen Howard
- Darrell Carey : Ricky Carter
- Denise Burse : Sarah Chase
- Frank Girardeau : Détective Gerry Tremont
- Frederick Koehler : Steven Lang
- Afemo Omilami : Darryl Lamaine
- La Donna Mabry : Marsha Alston
- Edwin McDonough : Harold De Groot
- Chris Clavelli : Sergent Levinson
- Sandra Daley : Lori Matthews
- Heather Simms : Serena Lester
- Chris Stafford : Clint Ford
- Leelai Demoz : Kyle Jefferson
- Susan Wands : Dr. Cameron
- Dustin Felder : Lionel Kendry
- Marilyn Dobrin : Maria DiTirro
- Gregory Reid : Junior Dee
- Chad Tucker : Hart Wilson
- Oliver Solomon : Officier Gilliam
- Lou Martini Jr. : Détective Rossman
- Gary Lowery : Détective de la PTS Brown

### Épisode 13:Chasseurs de primes
- États-Unis : 10 février 1999 sur NBC
- France : 28 décembre 2001 sur 13e rue

- Robert LuPone : Mark Branson
- Nick Sandow : Agent de caution Andy Grenade
- Stephen DeRosa : Al Festov
- Christopher McHale : Agent de caution Ron Difka
- Bernie McInerney : Juge de première instance Michael Callahan
- Alan North : Terry Barrick
- Jesse Doran : Eddie Dow
- Kerry O'Malley : Millie Sheridan Bender
- Christine Farrell : Technicien en médecine légale Arlene Shrier
- Merwin Goldsmith : Juge de mise en accusation Ian Feist
- Barbara Spiegel :Juge d'accusation Harriet Doremus
- Liz Larsen : Technicien de la PTS Jessica Reed
- Tim Donoghue : John Kreidal
- Hope Chernov : Lanie
- Herb Downer : Alex Hunt
- Lou Bonacki : Armand Libretti
- William Duell : Réceptionniste
- John Scurti : Bruno Scagnetti
- Harry Peerce : DeSoto
- Marylou Mellace : Juge Anthonia Mellon
- Philip Levy : Billy
- Michael Hobbs : Spellman
- Michael Jannetta : Dave Matis
- Mark Casella : Sergent
- Andre Royo : Gil Freeman
- Carole Troll : Réceptionniste d'hôpital
- James Bohanek : Garçon de salle
- Carla Gallo : Janet Tuckman
- Cody Arens : Jackie Bender
- Michael Ciulla : Bob
- Brian Dykstra : Phil
- Wiley Wisdom : Policier de l'aéroport
- Greg Connolly : Policier en uniforme
- Penelope Willis : Greffière

### Épisode 14:Querelle de clochers
- États-Unis : 17 février 1999 sur NBC
- France : 28 décembre 2001 sur 13e rue

- George Hearn : Avocat indépendant William Dell
- Meg Gibson : Faye Wellington
- T. Scott Cunningham : Brett Nelson
- Julie Nathanson (en) : Katherine Rainer
- Adam Grupper : Ned Burks
- Kathleen Widdoes : Juge Childers
- John Dossett : Frank Wellington
- Pamela Payton-Wright : Vivian McBride
- Richard Belzer : John Munch
- Zeljko Ivanek : ASA Ed Danvers
- Michael Michele : Rene Sheppard
- Janet Zarish : Judy Palnick
- Walter Charles : James McBride
- Jeff Hayenga : Gardner Keith
- Charles Weldon : Cassidy
- Peggity Price : Maureen Cross
- Michael Pemberton : Agent du FBI Drew Hardin
- Thaddeus Daniels : Leon Purcell
- Lawrence Woshner : Ernest Johnson
- Delissa Reynolds : Chesley Purcell
- Amy Stiller : Barman
- Sue-Anne Morrow : Secrétaire
- Matthew Lawler : Gerry
- Ray Virta : Mr. Bowker
- Karyn Quackenbush : Mme. Bowker
- Carl J. Matusovich : Shane Bowker
- William Charlton : Détective Landers
- Michael Early : James Arkadie
- Kevin Elden : Détective de la PTS Kett
- Jeremy Holm : Garde
- Jeannine Comeau : Greffière
- Stephanie Madden : Premier mécène
- Cedric Cannon : Agent du FBI (non-crédité)
- Sharon Ziman : Naomi (non-créditée)

### Épisode 15:Le Bras de Dieu
- États-Unis : 24 février 1999 sur NBC
- France : 4 janvier 2002 sur 13e rue

- Wendell Pierce : Mr. Wade
- Sylva Kelegian : Margo Grayson
- Reathel Bean : Juge Allen Denham
- Steven Randazzo : Mr. Rienzi
- Jim Bracchitta : Avocat de Margo Grayson
- Mel Rodriguez : Bill Crawford
- John Ottavino : Manny Turner
- Frank Raiter : Monseigneur Damien Ribot
- Stephen Beach : Père O'Donnell
- Susan Blackwell : Erica Castle
- Bill Camp : Barney Rade
- Barbara Caruso : Mère Supérieure Agnès
- Marisa Redanty : Shirley Paxton
- Peter Bartlett : Juge Thomas Orlin
- Donna Davis : Eileen Lerner
- Gene Ruffini : Owen Forbes
- Stewart Steinberg : Louie Dantone
- Bruce Kronenberg : Ron Balducci
- Georgienne Millen : Judy Turner
- Theresa McCarthy : Amy
- Gina Ferrall : Stella Grapes
- John Nacco : Stan Oblinger
- Chuck Lewkowicz : Carl Starblenz
- Frank Vlastnik : Dr. Phil Sugarman
- Scott Irby-Ranniar : Eddie Helford
- Lisa Kron : Technicienne de la PTS Andrews
- Michael Peter Bolus : Technicien de la PTS Jones
- Marcell Rosenblatt : Président du jury

### Épisode 16:Négligences
- États-Unis : 3 mars 1999 sur NBC
- France : 18 janvier 2002 sur 13e rue

- Maria Tucci : Helen Brolin
- Sam Freed : Dr. Bill Rudnick
- Michael Gaston : Mr. Delany
- Stephen Bogardus : Dr. Peter Michaels
- Larry Pine : Dr. Jacob Weiss
- Ellen Whyte : Claudia Panati
- Christina Rouner : Mme. Atkins
- George Demas : Mr. Gerard
- Ron McLarty : Juge de première instance William Wright
- Polly Adams : Kelly McFarland
- Geraldine Leer : Michelle DeVoe
- George Guidall : Dr. Miller
- Allyn Burrows : Leonard Dorsey
- Melinda Wade : Glynnis Ward
- Brenda Pressley : Danielle Lindsey
- Al Sapienza : Scott Shea
- Anthony Ruiz : Javier Hernandez
- Marisa Zalabak : Linda Hernandez
- Fredi Walker-Browne : Valerie Tashe
- Mary Randle : Gina Brook
- Mitchell McGuire : Détective Mackay
- Seth Jones : Paul Engel
- Neal Benari : David Colby
- Charles Pistone : Technicien de la PTS Wheeler
- Brandon Nero : Alex Atkins
- Dominic Marcus : Officier Keller
- Dar Billingham : Patiente enceinte (non-créditée)

### Épisode 17:La Loi du silence
- États-Unis : 24 mars 1999 sur NBC
- France : 25 janvier 2002 sur 13e rue

- Philip Bosco : Lee Jerrold
- Holt McCallany : Officier Steve Felton
- Skipp Sudduth : Officier Cass
- Ellen McLaughlin : Officier DiPonti
- Dylan Price : Détective Pete Bowers
- Robert Turano : Sergent McAllen
- George Murdock : Juge de première instance Eric Bertram
- Jenny Bacon : Officier Marissa Hastings
- Umit Celebi : Gary Morris
- George Feaster : Jeff Morris
- Daniel Southern : Lieutenant Gilroy
- Madison Arnold : Mr. Pelham
- Lucy Martin : Mme. Pelham
- Marlene Forte : Alicia Bowers
- Robert Spillane : Terry Mays
- Mike Dooly : Charlie Nash
- Gustave Johnson : Lester Morton
- Kimberley Pistone : Lois Henick
- Marissa Matrone : Sandra Felton
- Jessica Molaskey : Janet Markson
- Joanne Wooters : Helen Adelman
- Magaly Colimon : Dr. Arlene Brooks
- Jayne Houdyshell : Marge Littleton
- Doc Dougherty : Sergent Kaufman
- Josh Liveright : 	Détective Wurlitzer
- David B. Heuvelman : Robert Murphy
- David Maley : Premier détective de l'IAB

### Épisode 18:Un secret bien gardé
- États-Unis : 14 avril 1999 sur NBC
- France : 18 janvier 2002 sur 13e rue

- Marsha Dietlein : Nicole Hampton
- Matthew Bennett : Andrew Hampton
- Caitlin Clarke : Miss Walsh
- Frank Vincent : John Franchetta
- John McMartin : Mr. Hagaman
- Bob Dishy : Lawrence Weaver
- Elaine Bromka : A.D.A. Senior Arlène Wolensky
- David Bailey : Ned Cheron
- E. Katherine Kerr : Juge Leslie Holtz
- Ezra Knight : Ray Dalton
- Julian Gamble : Gerald Fox
- Ray Girardin : Nick Follett
- Betty Low : Vivian Mason
- David Lipman : Juge d'accusation Morris Torledsky
- Richard Hughes : Mickey Mason
- Leo Schaff : Bennett Wainright
- Wendy Scharfman : Charlene Lincoln
- Nancy Meyer : Veronica Dumet
- Doug MacHugh : Anthony Jackson
- Carlos Pizarro : Jose Delgado
- Anamaria Correa : Détective Marta Hernandez
- Leonid Citer : Alex Kostov
- Tom Galantich : Dr. Binder
- Ken Jennings : Greffier de la Cour
- Karen June Sanchez : Maria Sebago
- Mary Denson : Barbara Williams
- Mari-Esther Magaloni : Journaliste #1
- Adam Vignola : Journaliste #2

### Épisode 19:Table rase
- États-Unis : 21 avril 1999 sur NBC
- France : 25 janvier 2002 sur 13e rue

- Jay O. Sanders : Bill Fallon / Nick Taska
- Maggie Low : Eleanor Taska
- Anne Bobby : Sylvia Fallon
- Tracy Spindler : Alexis Fallon
- Lacey Kohl : Susan Fallon
- Joyce Gordon : Juge de première instance Lisa Holt
- Jeffrey DeMunn : Avocat de la défense, professeur Norman Rothenberg
- Jill Choder : Murphy
- John Wylie : Joseph Sandburg
- Brooks Rogers : Dr. Wilton Engel
- Frank Pellegrino (en) : Tony
- Janet Sarno : Marie Costas
- Peter Giles : Spencer Leff
- Stan Lachow : Juge de première instance Donald Renner
- Rica Martens : Maxine Lowry
- Joel Blum : Alec Markoff
- Lisa Roberts Gillan : Madelyn Bishop
- Josie Chavez : Donna Davis
- John Moraitis : John Patris
- Jennifer Sternberg : Joyce De Loach
- Lydia Radziul : Zara
- Tracie Jade : Ayisha
- Kevin Hagan : Mr. O'Connor
- Edwin Sean Patterson : Maurice Russell
- Sabine Singh : Allison
- Tyagi Schwartz : Officier Bering
- Joe Mulligan : Officier Quinn
- Jackie Maruschak : Médecin légiste Renfree
- Patti Perkins : Femme
- Larry Gregory : Huissier de justice
- Richard Caselnova : Officier de justice #2

### Épisode 20:Une affaire de cœur
- États-Unis : 5 mai 1999 sur NBC
- France : 18 janvier 2002 sur 13e rue

- Kathleen McNenny : Mme. Sanderson
- Henry Woronicz : Mr. Hughes
- Gerald Anthony : Mario
- John Rich : Juge Richard Tabachini
- Daniel Hugh Kelly : Julian Spector
- Edward Herrmann : Mr. Mosbeck
- Ira Hawkins : Révérend Jenkins
- Ben Lipitz : Dick Marcus
- Craig Wroe : Harris Wollinsky
- Dimitri Christy : Driver
- Daniel Murray : Gilbert Sanderson
- Alexander Blaise : Massimo
- Nancy Duerr : Mimsy
- Gwendolyn Lewis : Brooke
- Steve Rosenberg : Barman
- Jimmy Palumbo : Technicien SMU
- David White : Policier
- Dustin Evans : Contremaître
- Philip LeStrange : Commissaire De Maio
- Edward D. Murphy : Lieutenant
- William Paulson : Gary Gaviola
- Sándor Técsy : Lewis

### Épisode 21:Le Crime en héritage
- États-Unis : 12 mai 1999 sur NBC
- France : 25 janvier 2002 sur 13e rue

- Mark Linn-Baker : Tom Wilder
- Richard Libertini : Bernie Sklar
- Jeremy Davidson : Sean Russo
- Jennifer Van Dyck : Morgana Palmer
- Louis Guss : Vincent Carpenara
- Roger Serbagi : Juge de première instance Robert Quinn
- John Driver : Procureur adjoint des États-Unis Bob Gervits
- Joe Piscopo : Jeff Stahl
- Julia McNeal : Lisa Gibson
- Chelsea Lagos : Kimberly Davis
- Angela Pietropinto : Isabella Russo
- Ray Iannicelli : Alfred Celaga
- Joseph Vincent Gay : Terry Small
- David S. Jung : Jackson
- Ralph Lucarelli : Joseph Russo
- Edmund Wilkinson : Albert 'Lucky' Martin
- Stephen Stout : Phil Sager
- Domenick Lombardozzi : Jason Vitone
- Sybyl Walker : Patti Cassell
- Larry Sherman : Judge Colin Fraser
- Philip M. Cowan : Gregory Ellis
- Chris Orbach : Augie
- Mario D'Elia : Pete Suppa
- Miguel Sierra : Landers
- Tony Misiano : Jose
- Barbara Gonzalez : Maria
- Al Roffe : Manuel
- Anna Damergis : Greffier de la Cour

### Épisode 22:Le Poids d'une amitié
- États-Unis : 19 mai 1999 sur NBC
- France : 1er février 2002 sur 13e rue

- Kurt Deutsch : Peter Kelly
- Chris Gartin : Dennis Michaels
- Maddie Corman : Melissa Slater
- Frank Converse : Mr. Kelly
- John Cunningham : Mr. Crowley
- Paul Dillon : Eddie Clayman
- Joanne Camp : Bibliothécaire
- Michael Kell
- Miguel Sandoval : Dr. Miguel Clemente
- Donna Hanover : Juge de première instance Deborah Burke
- John Gabriel : Bernard Kincaide
- Isa Thomas : 	Melva Clayman
- Sam Jaeger : Bill Conway
- Francesca Carlin : Elizabeth Fong
- Ezra Barnes : Justin McKenzie
- Dylan Chalfy : Sean Tyler
- Ana Reeder : Mary Uberti
- Chris Ceraso : Rick Meyer
- Catrina Ganey : Janet Renfro
- Don Creech : Tony Smith
- David Wike : Nick Pendergast
- Ray Fitzgerald : Joe Ligelli
- Margarita Espinosa : Carmela Hernandez
- Amanda Spain : Kiki Samuels
- Drew Starlin : Alex Brown
- Tom Lock : Chip Morgan
- Annette Arnold : Alana Werner
- Liz Larsen : Technicienne de la PTS Jessica Reed
- Harry Bouvy : Sam Welby

### Épisode 23:Mafia russe (1/2)
- États-Unis : 26 mai 1999 sur NBC
- France : 1er février 2002 sur 13e rue

- Jenna Stern : ADA Toni Ricci
- Terry Beaver : Avocat de la défense Manning
- Amelia Campbell : Mme. Woodson
- Cameron Bowen : Billy Woodson
- Michael Mulheren (en) : Juge Harrison Taylor
- Slava Schoot : Russe
- Bernie Sheredy : Georgy Maletkov
- Olek Krupa : Constantin Volsky
- Ben Shenkman : Nick Margolis
- Lenore Harris : Mme. Chuikov
- Kim Brockington : Josette Dobbs
- Marya Kazakova : Mme. Sofia Dementev
- Michael Oberlander : David Bronstein
- Judy Frank : Juge Jean Bryant
- Steve Mones : Miguel
- David Ross : Kira / Tolstonog
- Lannyl Stephens : Alyana Dixon
- Nikolai Tsankov : David Dementev
- Michael Garfield : Tom Odlum
- Sasha Nesterov : Roman Laskin
- Neal Lerner : Procureur américain Osborne
- Katie Sagona : Antonia Bright
- Derrick Parker : Wallace Roney
- Marc Damon Johnson : Agent Jarrett de l'INS
- Adam Sietz : Marty
- Gwendolyn McCann : Paulina
- Edward D. Murphy : Technicien de la PTS Murphy
- Aleks Shaklin : Conducteur
- Christopher Bregman : Officier Jasper
- Jon Shaver : Officier Diego
- Kevin Ash : Greffier à la mise en accusation

### Épisode 24:Mafia russe (2/2)
- États-Unis : 26 mai 1999 sur NBC
- France : 8 février 2002 sur 13e rue

- Tom Mason : Carlton Radford
- Sherman Howard : Avocat de Carlton Radford
- Terry Beaver : Avocat de la défense Manning
- Olek Krupa : Constantin Volsky
- Ben Shenkman : Nick Margolis
- Nelson Vasquez : Omar Pinella
- Sally-Jane Heit : Juge Alice Berksit
- Paul Diomede : Jay Jay
- Michael Mulheren (en) : Juge Harrison Taylor
- Bernie Sheredy : Georgy Maletkov
- Terry Alexander : Harry Gales
- Terry Layman : John Grouse
- Nicholas J. Giangiulio : Portier
- Tony Gillan : Technicien en médecine légale Trefil
- Mark Alan Gordon : John Weyer
- Elyse Knight : Galina Krylov
- Kevin Orton : William Cross
- James Waterston : Dr. Shimo
- Ron Parady : Juge Gary Kendrick
- Peter Von Berg : Juge Hewlett
- James Caulfield : Juge en chef
- Richard K. Lubin : Président de la justice #1
- Nada Rowand : Président de la justice #2
- Matthew Arkin : Harry Kozinsky
- Joey Vega : Gabriel
- Selenis Leyva : Louisa
- Lannyl Stephens : Alyana Dixon
- Zhana Londoner : Première Natacha
- Oksana Lada : Seconde Natacha
- Geoffrey Owens : Langer
- Stephen Paul Johnson : Dinell
- Brian Keane : McAlary
- Cameron Bowen : Billy Woodson
- Víctor Sierra : Leo Zamora
- Melissa Didio : Aricella Santos
- Joyce Curtis : Président du jury
- Jenna Stern : ADA Toni Ricci (non-créditée)